# Aubin Sparfel
Aubin Sparfel (* 3. Mai 2006 in Epinal) ist ein französischer Radrennfahrer, der im Straßenradsport und Cyclocross aktiv ist.

## Sportlicher Werdegang
Als Junior war Sparfel Mitglied der Nationalmannschaft und gehörte zu den besten französischen Fahrern seines Jahrgangs sowohl auf der Straße als auch im Cyclocross. Auf der Straße fuhr er 2023 und 2024 zahlreiche Podiumsplatzierungen ein, darunter einen Etappenerfolg bei der Tour du Pays de Vaud. Im Cyclocross gewann er im Weltcup 2023/24 drei Rennen und verpasste den Gewinn der Gesamtwertung nur um fünf Punkte. Mit dem Team wurde er in derselben Saison Welt- und Europameister in der Mixed-Staffel. Im Einzelrennen der Junioren wurde er im heimischen Pontchâteau Europameister, bei den Weltmeisterschaften kämpfte er um den Sieg, verpasste aber nach Defekt als Vierter die Medaillenränge. In der Saison 2024/25 fuhr er im Weltcup in der U23 dreimal aufs Podium. Bei den Europameisterschaften gewann er Silber mit der Mixed-Staffel und – in seinem ersten U23-Jahr – Bronze im Einzelrennen der U23.
Nachdem er 2023 und 2024 bereits für das U19-Team des Decathlon AG2R La Mondiale Team fuhr, wurde er 2025 Mitglied im Decathlon AG2R La Mondiale Development Team. Seine erste Spitzenplatzierung in der Elite auf der Straße war der dritte Gesamtrang bei der Tour de Bretagne Cycliste 2025. Seinen ersten Sieg in der Elite erzielte er bei der Tour du Finistère, bei der im UCI WorldTeam von Decathlon AG2R eingesetzt wurde. Wenige Wochen später gewann er die letzte Etappe der Alpes Isère Tour und sicherte sich damit noch am letzten Tag den Gewinn der Gesamtwertung.

## Erfolge

### Cyclocross
2023/24
- Weltmeister – Mixed-Staffel
- Europameister – Junioren
- Europameister – Mixed-Staffel

2024/25
- Europameisterschaften – Mixed-Staffel
- Europameisterschaften – U23

### Straße
2024
- eine Etappe Tour du Pays de Vaud

2025
- Tour du Finistère
- Gesamtwertung, eine Etappe, Punkte- und Nachwuchswertung Alpes Isère Tour
- Punktewertung Giro Next Gen
- eine Etappe Tour Alsace